# Paul Stinckens
Paul Stinckens, född den 25 juni 1953 i Weert, Nederländerna, är en belgisk kanotist.
Han tog bland annat VM-silver i K-2 10000 meter i samband med sprintvärldsmästerskapen i kanotsport 1974 i Mexiko City.